# Portrait of a Lackey on Fire
«Portrait of a Lackey on Fire» (titulado «Moda Tóxica» en Hispanoamérica y «Retrato de un lacayo en llamas» en España) es el octavo episodio de la trigésimatercera temporada de la serie de televisión de animación estadounidense Los Simpson, y el episodio 714 en total. Se emitió en los Estados Unidos en Fox el 21 de noviembre de 2021. El episodio fue dirigido por Steven Dean Moore y escrito por Rob LaZebnik y Johnny LaZebnik. Su título es una referencia a la película francesa Retrato de una dama en llamas (2019).
En este episodio, Smithers se enamora de una diseñadora de moda, que construye una planta de fabricación en Springfield con malas condiciones laborales. Victor Garber actúa como invitado en el papel de Michael de Graaf. La actriz Christine Baranski y el diseñador Christian Siriano aparecieron como ellos mismos. El episodio recibió críticas positivas.

## Trama
Homer se da cuenta de la soledad de Waylon Smithers y se ofrece a hacer de casamentero por él. Cuando un magnate de la moda llamado Michael de Graaf llega a la mansión del Sr. Burns para adoptar un cachorro nacido de uno de los sabuesos de ataque de Burns, Homer le presenta a Smithers y ambos se sienten inmediatamente atraídos el uno por el otro. Se convierten en pareja y Smithers es el más feliz de su vida.
Durante una fiesta organizada por Marge para la pareja, Michael anuncia que va a abrir su nueva planta de fabricación en Springfield, abriendo múltiples puestos de trabajo en la ciudad. Durante una visita a la fábrica, Homer, Bart y Lisa descubren las condiciones de trabajo y los residuos tóxicos que contaminan el medio ambiente.
Al darse cuenta de que Michael es plenamente consciente de ello, Homer muestra de mala gana a Smithers los efectos perjudiciales del negocio de Michael. Smithers se enfrenta a esta información y pide consejo a Burns, quien le dice que la «moda rápida» es una industria aún más malvada que la energía nuclear y que Michael es un supervillano. Burns aconseja a Smithers que se case con Michael para estar preparado de por vida.
Smithers intenta suplicar a Michael que cambie sus costumbres, pero Michael no tiene intención de cambiar sus prácticas empresariales. Smithers está a punto de aceptar a regañadientes la oferta de Michael de mantener la relación pasando por alto sus defectos y olvidando su propia brújula moral, pero tras ver cómo Michael maltrata a su cachorro doberman, Smithers rompe con él. Michael se marcha en su jet, y Smithers, inicialmente desconsolado, descubre que Michael se ha dejado al cachorro. Lo adopta felizmente, dándose cuenta de que el cachorro le ofrecerá amor incondicional y compañía, que es lo que más deseaba en una relación. La foto de perfil de Smithers con el cachorro despierta mucho interés en su aplicación de citas.

## Producción

### Desarrollo
El guion fue escrito por el dúo de guionistas Rob LaZebnik y su hijo Portrait of a Lackey on Fire, que también es gay. Este es el primer episodio en el que ha trabajado Johnny, mientras que Rob ha escrito más de quince episodios de Los Simpson antes del estreno de este episodio. Johnny describió su experiencia escribiendo el guion de Los Simpson como «espectacular y satisfactoria». Después de que Smithers saliera del armario y tuviera su primera relación en el episodio de la vigésimo séptima temporada «The Burns Cage», el productor ejecutivo Matt Selman pensó que había llegado el momento de otro romance. La serie ya no tenía a Smithers centrado en el Sr. Burns, y Selman quería ver qué quería Smithers.
La mordaza del sofá fue realizada por Katrin von Niederhäusern y Janine Wiget. Von Niederhäusern y Wiget llamaron por primera vez la atención de los productores después de que crearan un remake plano a plano de acción real del montaje de la comida del episodio de la vigésimo novena temporada «Lisa Gets the Blues».

### Reparto
El papel del novio de Smithers, Michael, también fue interpretado por el actor gay Victor Garber. Selman describió a Michael como alguien cansado de la gente del mundo de la moda y que quería un hombre normal de la América media. La actriz Christine Baranski actuó como actriz invitada. El diseñador de moda Christian Siriano también actuó como estrella invitada.

## Recepción

### Audiencia
En su emisión original, el episodio fue visto por 3,97 millones de espectadores y fue el programa de mayor audiencia de Animation Domination esa noche.

### Respuesta de la crítica
Tony Sokol de Den of Geek otorgó al episodio una puntuación de 4,5 sobre 5 estrellas y afirmó: «Las réplicas cargadas de insinuaciones con su jefe, el Sr. Burns, incluyen algunos de los guiones más inteligentes de la serie. En temporadas anteriores, la vida personal de Smithers apenas se inmiscuía en la oficina, a menos que tuvieras que atravesar el cortafuegos de su red para ver su salvapantallas introductorio. Aquí se le dota del accesorio más de moda, un episodio totalmente realizado. Los episodios destacados mantienen joven al Sr. Burns, viejo al abuelo Simpson y empleado a Gil Gunderson. El retrato de Smithers ha sido una evolución, desenredándose lentamente del tejido del material ejecutivo. Retrato de un lacayo en llamas» es inteligente, empático y agridulce. Es complaciente, pero de formas inesperadas que mantienen el humor de forma regular, pero nunca uniforme. El episodio funciona más como un estudio de personajes que como un festival de chistes, pero en última instancia el personaje es Springfield, no Smithers, y Springfield no es Milwaukee».
Marcus Gibson de Bubbleblabber dio al episodio un 7,5 sobre 10, afirmando: «La comedia ofreció un par de momentos dignos de risa para mantener esta relación suave y constante sin sufrir de schlock de mal gusto». KT Hawbaker de The A.V. Club elogió el episodio por tratar a Smithers como a los demás personajes heterosexuales. Hawbaker da crédito al dúo de guionistas por burlarse de Smithers sin tratarlo como menos que humano. Hawbaker también señala que los habitantes del pueblo reconocen la sexualidad de Smithers como algo normal y le apoyan.

### Premios y nominaciones
Los guionistas Rob LaZebnik y Johnny LaZebnik fueron nominados al premio Writers Guild of America de Televisión: Animación por este episodio en la 74.ª edición de los premios Writers Guild of America.